# Сейко-Мару (708)
Сейко-Мару (708) — корабель, який під час Другої світової війни брав участь у операціях японських збройних сил. 
Судно спорудили в 1938 році на верфі компанії Yendo для Sanko Kisen.  
В якийсь момент «Сейко-Мару» реквізували для потреб Імперського флоту Японії і переобладнали у сітьовий загороджувач. 
3 серпня 1944-го «Сейко-Мару» перебував на півдні Молуккського моря біля північного узбережжя острова Манголе, де був виявлений та потоплений американським підводним човном USS Cod.